# Befestigungsanlage Sachsenburg

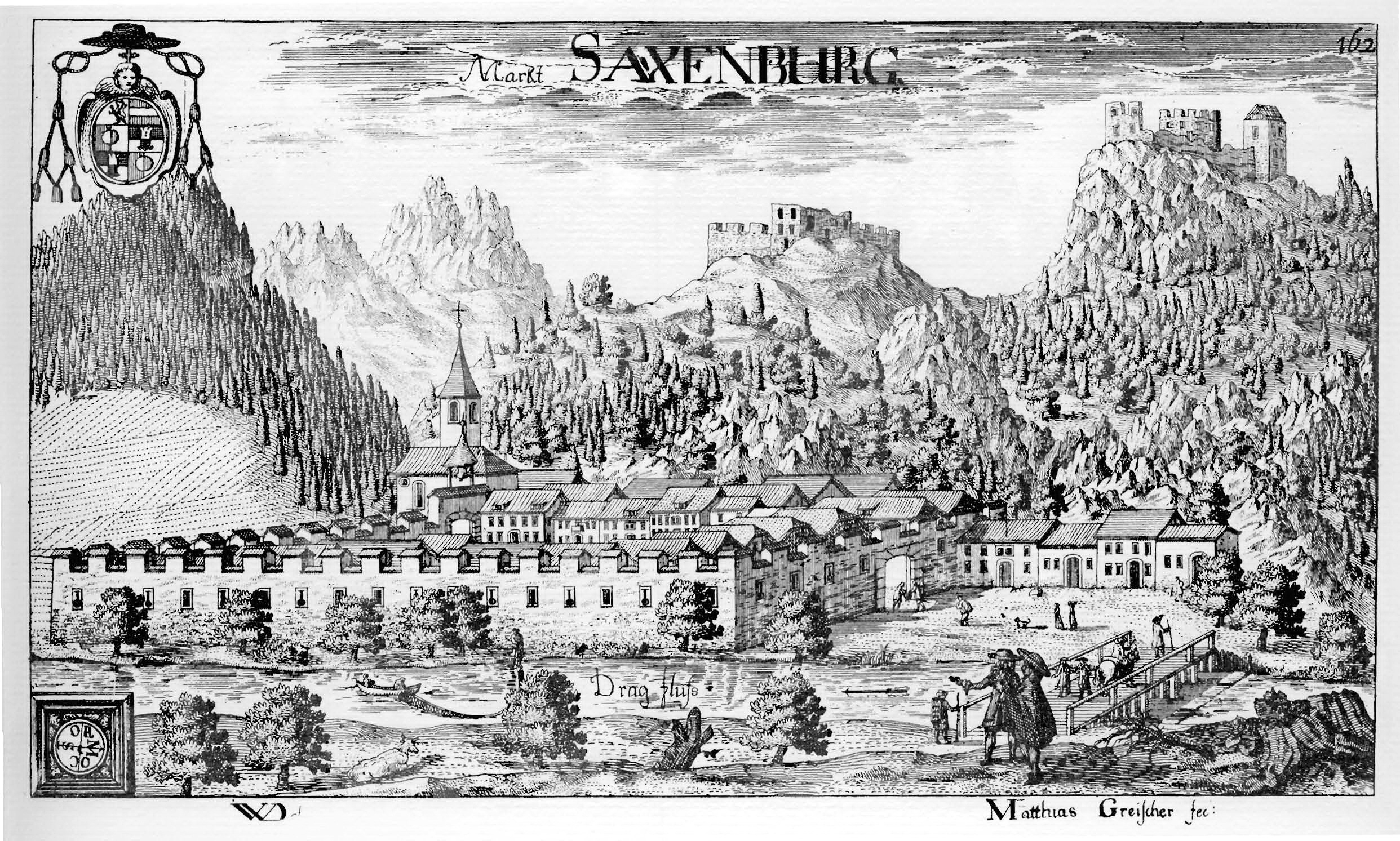
J. W. Valvasor: Sachsenburg im Jahre 1680

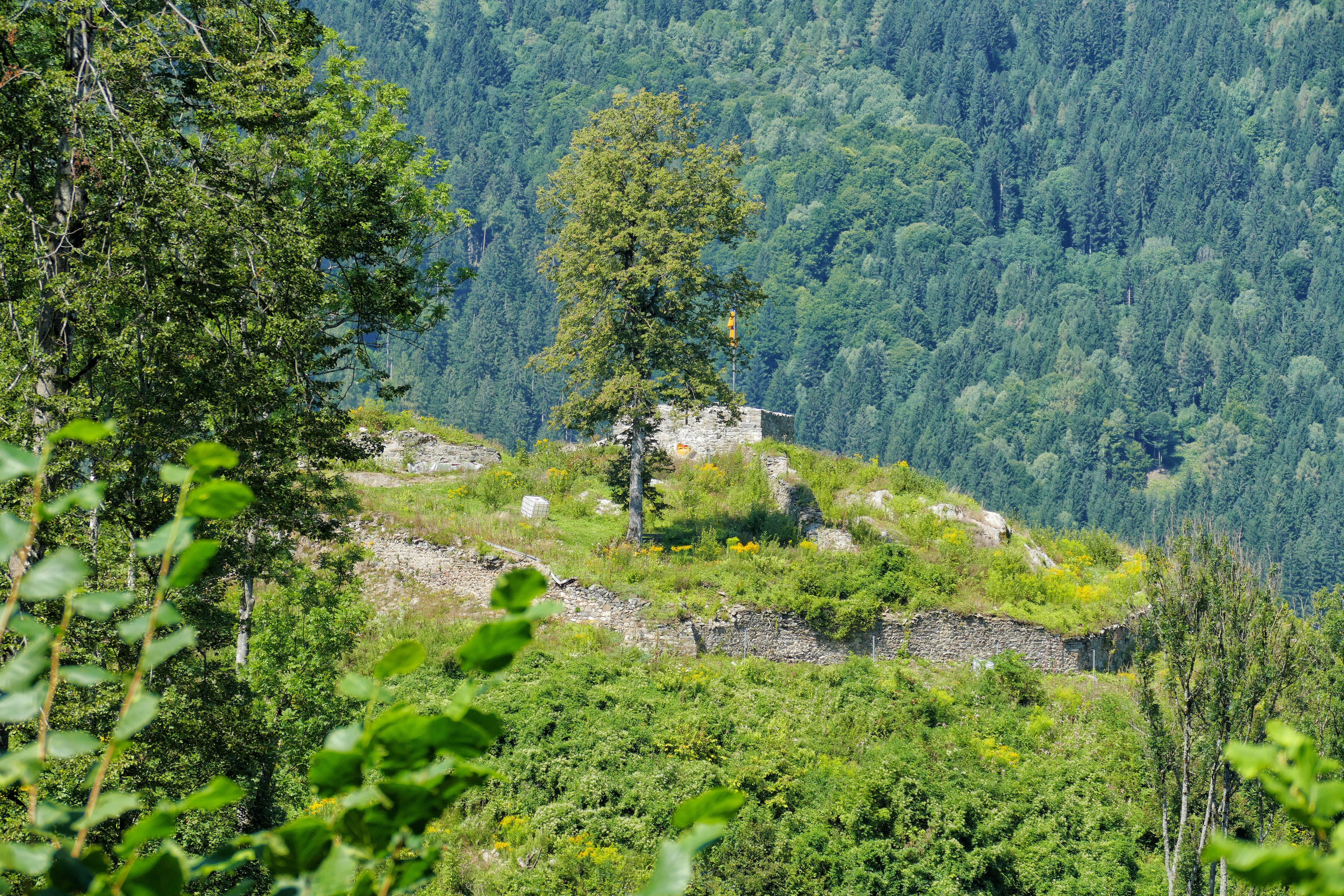
Ansicht 2023

Die Befestigungsanlage Sachsenburg war eine ehemals wichtige Talsperre im Schutz zweier Burganlagen auf dem Rücken des Sachsenburger Riegels. Sachsenburg liegt an einer Stelle, wo die Drau eine scharfe Biegung macht und sich das Tal auf rund 500 Meter Breite verengt. Der Ort war ursprünglich von einer Ringmauer umgeben, die im Süden an die Berglehne des Kalvarienberges anschloss. Im Bereich der Kalvarienbergkapelle steht ein ehemaliger Wehrturm. Die Anlage hatte zwei Stadttore; das östliche wurde 1827 abgetragen, das südliche bereits früher. Einer dritten Maueröffnung, das sogenannte Wassertor, öffnet den Markt zur Drau hin. 
In Napoleonischer Zeit zerstörten französische Truppen die Festungsanlage. Reste der Ringmauer haben sich an der Nord- und Westseite erhalten. Der Torturm befindet sich neben dem Haus „Zur Post“. Von den ursprünglich drei Festungen, den „ober, mitter und nider Sloss“ stehen nur mehr geringe Mauerreste.
Sachsenburg stand seit dem 12. Jahrhundert im Besitz des Erzbistums Salzburg. 1252 versuchten Albert III. von Tirol und Meinhard III. von Görz vergeblich Sachsenburg einzunehmen. Die Salzburger Herrschaft endete 1803.

## Literatur

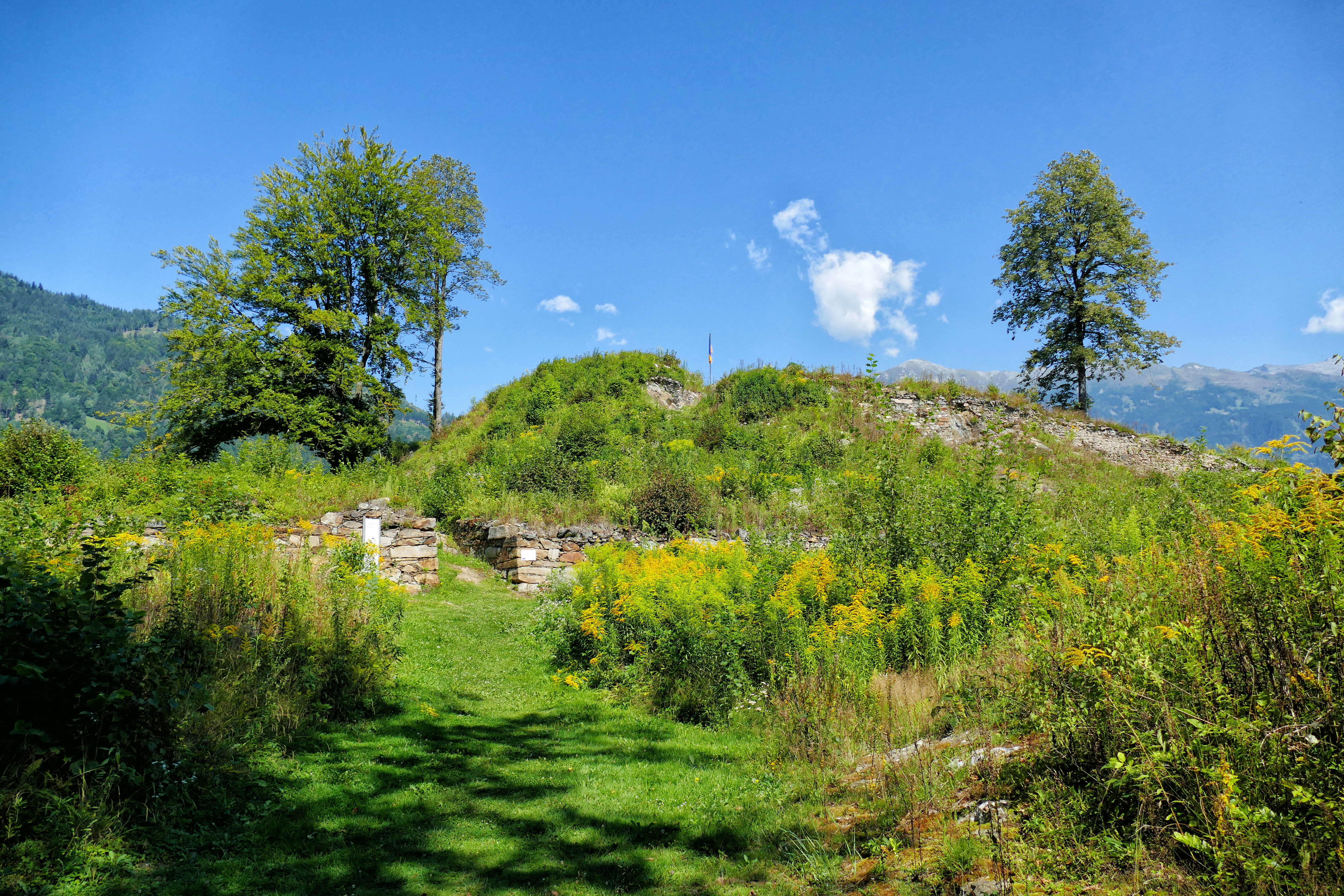
Ansicht 2023